# Championnat d'Espagne masculin de water-polo
Le championnat d'Espagne de water-polo est la principale compétition espagnole de water-polo.
Actuellement, la première division masculine est appelée División de Honor.

## Palmarès masculin
- De 1925 à 1969 : 45 titres d'affilée pour le Club Natació Barcelona
- 1970 : Club Natació Atlètic-Barceloneta
- 1971 : Club Natació Barcelona
- 1972 : Club Natació Montjuïc
- 1973 : Club Natació Atlètic-Barceloneta
- 1974 : Club Natació Atlètic-Barceloneta
- 1975 : Club Natació Barcelona
- 1976 : Club Natació Montjuïc
- 1977 : Club Natació Montjuïc
- 1978 : Club Natació Montjuïc
- 1979 : Club Natació Montjuïc
- 1980 : Club Natació Barcelona
- 1981 : Club Natació Barcelona
- 1982 : Club Natació Barcelona
- 1983 : Club Natació Barcelona
- 1984 : Club Natació Montjuïc
- 1985 : Club Natació Montjuïc
- 1986 : Club Natació Montjuïc
- 1987 : Club Natació Barcelona
- 1988 : Club Natació Catalunya
- 1989 : Club Natació Catalunya
- 1990 : Club Natació Catalunya
- 1991 : Club Natació Barcelona
- 1992 : Club Natació Catalunya
- 1993 : Club Natació Catalunya
- 1994 : Club Natació Catalunya
- 1995 : Club Natació Barcelona
- 1996 : Club Natació Barcelona
- 1997 : Club Natació Barcelona
- 1998 : Club Natació Catalunya
- 1999 : Real Canoe Natación Club
- 2000 : Real Canoe Natación Club
- 2001 : Club Natació Atlètic-Barceloneta
- 2002 : Club Natació Barcelona
- 2003 : Club Natació Atlètic-Barceloneta
- 2004 : Club Natació Barcelona
- 2005 : Club Natació Barcelona
- 2006 : Club Natació Atlètic-Barceloneta
- 2007 : Club Natació Atlètic-Barceloneta
- 2008 : Club Natació Atlètic-Barceloneta
- 2009 : Club Natació Atlètic-Barceloneta
- 2010 : Club Natació Atlètic-Barceloneta[1]
- 2011 : Club Natació Atlètic-Barceloneta[2]
- 2012 : Club Natació Atlètic-Barceloneta[3]

## Équipes saison 2014-2015
| Equipe                           | Ville     | Fondée      | Piscine                   | site internet |
| -------------------------------- | --------- | ----------- | ------------------------- | ------------- |
| Club Natació Atlètic-Barceloneta | Barcelone | 1913 (1992) | Piscina Sant Sebastià     |               |
| Club Natació Terrassa            | Terrassa  | 1932        | Àrea Olímpica             |               |
| Centre Natació Mataró            | Mataró    | 1932        | Piscina Joan Serra        |               |
| Club Esportiu Mediterrani        | Barcelone | 1931        | Instal·lació Josep Vallès |               |
| Club Natació Sabadell            | Sabadell  | 1916        | Can Llong                 |               |
| Real Canoe Natación Club         | Madrid    | 1931        | Piscina Real Canoe        |               |
| Club Natació Sant Andreu         | Barcelone | 1971        | Piscina Pere Serrat       |               |
| Club Natació Catalunya           | Barcelone | 1931        | Piscina Sant Jordi        |               |
| Waterpolo Navarra                | Pampelune | 2006        | Ciudad Deportiva Amaya    |               |
| Club Natació Barcelona           | Barcelone | 1907        | Nova Escullera            |               |
| Concepción–Cdad Lineal           | Madrid    | 1969        | Piscina CMD Concepción    |               |
| Poble Nou–Enginyers              | Barcelone | 1931        | Piscina Sant Jordi        |               |